# Compassione (buddismo)
Nel buddismo, la compassione significa sperimentare il desiderio del bene nei confronti di ogni essere senziente.
Esso viene indicato con i due termini sanscriti di: 
- karuṇā (pāli: karuṇā) nel significato di "compassione", "pietà", "misericordia", "empatia" reso in lingua cinese come 悲 bēi, in giapponese hi, in tibetano snying rje;
- maitrī (pāli: mettā) nel significato di "amore", "benevolenza", "carità", reso in lingua cinese come 慈 cí, in giapponese ji, in tibetano byams pa.

Nelle lingue asiatiche correlate al canone buddista cinese il termine "compassione buddista" viene indicato nell'unione dei due precedenti termini:
- cinese: 慈悲 cíbēi;
- giapponese: 慈悲 jihi;
- coreano: 자비 chabi;
- vietnamita: từ bi.

## Il vissuto della compassione nel buddismo Mahāyāna
Nel buddismo Mahāyāna la "compassione" (karuṇā) rappresenta unitamente alla "saggezza" (prajñā) i due pilastri delle proprie dottrine e pratiche religiose. 
La dottrina e la pratica mahāyāna della "compassione" si fondano sulla consapevolezza (saggezza, sans. prajñā)  della "Verità della Via mezzo" (sanscrito mādhya-satya) predicata da Nāgārjuna ovvero sulla compresenza della "assolutezza" (paramārtha-satya) o vacuità (śūnyatā-satya) e della "singolarità" o "provvisorietà" (saṃvṛti-satya) in ogni aspetto della Realtà ultima per cui essendo "Tutto" privo di esistenza intrinseca, interdipendente, ogni fenomeno esiste sia nella sua natura soggettiva ("convenzionale") e contemporaneamente nella sua relazione con gli altri ("assoluta") rappresentando la "singolarità" una delle molteplici manifestazioni di un'unica Realtà ultima: singole facce di un «grande brillante». 
Le distinzioni che la mente opera di continuo, unicamente dividendo e classificando in categorie le percezioni, sono viste, dunque, come illusorie e l'ego se non compreso anche olisticamente con l'intera Realtà è solo un'illusione poiché non esiste un io separato da tutto il resto.
Per questa ragione il buddismo Mahāyāna non predica il "distacco"  nei confronti dei sentimenti e dei vissuti quale l'amore e la pietà, ma fonda la sussistenza di ciò sulla corretta comprensione della Realtà ultima (saggezza, sans. prajñā). 
Quindi non vi può essere "compassione senza saggezza", né "saggezza priva di compassione".
Nel buddismo Mahāyāna il principio della "compassione" è rappresentato dal bodhisattva cosmico Avalokiteśvara.